# Roeslerstammia chrysitella
Roeslerstammia chrysitella är en fjärilsart som beskrevs av Treitschke 1833. Roeslerstammia chrysitella ingår i släktet Roeslerstammia och familjen bronsmalar. Inga underarter finns listade.